# Badnawar
Badnawar é uma cidade e uma nagar panchayat no distrito de Dhar, no estado indiano de Madhya Pradesh.

## Geografia
Badnawar está localizada a 23° 01′ N, 75° 13′ L. Tem uma altitude média de 506 metros (1660 pés).

## Demografia
Segundo o censo de 2001, Badnawar tinha uma população de 17 746 habitantes. Os indivíduos do sexo masculino constituem 53% da população e os do sexo feminino 47%. Badnawar tem uma taxa de literacia de 64%, superior à média nacional de 59,5%; com 59% para o sexo masculino e 41% para o sexo feminino. 16% da população está abaixo dos 6 anos de idade.